# Sexy Star
Dulce María García Rivas (Monterrey, Nuevo León; 20 de septiembre de 1982) es una boxeadora, artista marcial mixta y luchadora profesional mexicana,  conocida bajo el nombre de Sexy Star. Ha trabajado en Lucha Libre AAA Worldwide (AAA) y Lucha Underground.
Entre sus logros, fue tres veces campeona femenina, se destacan en ser tres veces Campeona de Reina de Reinas de AAA, una vez Campeona Mundial de Parejas Mixtas de AAA y también ganó el Aztec Warfare III y fue la primera mujer en ser la Campeona de Lucha Underground siendo la primera Campeona Mundial.
Hasta el momento, García es la única mujer mexicana que competir en al menos un combate de boxeo, artes marciales mixtas y lucha libre profesional.

## Primeros años
Dulce García nació el 20 de septiembre de 1982 en la ciudad de Monterrey. Al crecer se había dedicado a deportes como boxeo, kickboxing y Muay Thai. Ella también obtuvo un título universitario en Ciencias de la Comunicación y trabajó en ese campo hasta que se convirtió en una luchadora profesional.
Los informes circularon que Dulce García pidió su jubilación. Ella se dirigió a seguir su carrera en el boxeo, donde actualmente tiene una racha de 5 victorias y 0 derrotas (5-0).

## Carrera como luchadora profesional

### Asistencia Asesoría y Administración/Lucha Libre AAA Worldwide (2007-2016, 2017)
En 2007, García hizo su debut como face usando su máscara bajo el nombre de Sexy Star fue donde se unió a Billy Boy, Octagoncito y Pimpinela Escarlata perdiendo ante Faby Apache, Gran Apache, Mini Chessman y Polvo de Estrellas.
El primer ángulo principal de Star Sexy en AAA comenzó a principios de 2009, ya que inició un feudo entre el marido y la esposa de la vida real, Billy Boy y Faby Apache. Fue presentada como el nuevo objeto de los afectos de Billy Boy después de que Billy Boy se había convertido en heel en Faby Apache. Cuando Aero Star entró en la imagen como posible pretendiente de Faby Apache, Billy Boy actuó como si no le importara ya que él mismo había encontrado un nuevo amor en Sexy Star, quien en el proceso se convirtió en heel en la historia. El 21 de marzo de 2010, Aero Star llegó al ring y le pidió permiso a Gran Apache a pedir a Faby Apache a cabo, Lo que llevó a Billy Boy a asaltar al ring y atacar a Aero Star. La rivalidad y se vio que los cuatro implicados en un intergender Lucha de Apuesta de acero partido de la jaula, donde la última persona en el anillo tendrá que o bien el pelo afeitado o se ven obligados a desenmascarar. En Verano de Escándalo la rivalidad terminó cuando se redujo a Faby Apache y Billy Boy en la jaula, después de que Faby Apache clavó a Billy Boy. Después del partido, el cabello de Billy Boy fue afeitado mientras Faby Apache celebraba su victoria.
Tras la derrota de Apuesta, el argumento comenzó a centrarse más en la rivalidad entre Faby Apache y Sexy Star y menos en Billy Boy. 
El 14 de agosto en Verano de Escándalo, Sexy Star perdió el Campeonato Reina de Reinas a Mari Apache en una lucha fatal de 6 esquinas, donde ella, Alex Koslov y Christina Von Eerie enfrentaron a los Apaches y Aero Star. Justo antes de su pérdida del título, que había viajado a Tampa, Florida para participar en la World Wrestling Entertainment (ahora como WWE) en su territorio de desarrollo Florida Championship Wrestling , pero fue rechazado por la promoción, que afirmó que su lucha inglés y eran Insatisfactoria, y que ella tenía sobrepeso y no bastante bastante sin su máscara.
Después, AAA eliminó a Sexy Star de La Legión Extranjera y la degradó a partidos de apertura al azar o simplemente no la reservó en absoluto, lo que finalmente la llevó a considerar un salto al Consejo Mundial de Lucha Libre. Finalmente, en marzo de 2011, Sexy Star, una vez más comenzaron a aparecer con La Legión Extranjera bajo el nombre de La Sociedad, haciendo equipo con Jennifer Blake y un feudo con Los Apaches y el recientemente debutó Lolita. El 18 de junio en Triplemanía XIX, Sexy se unió con las luchadoras de TNA: Angelina Love, Mickie James y Velvet Sky para derrotar a Cynthia Moreno, Faby Apache, Lolita y Mari Apache.
El 16 de diciembre en Guerra de Titanes, Sexy Star derrotó a Pimpinela Escarlata en una lucha de leñadores ganando el Campeonato Reina de Reinas de AAA por segunda vez.
El 18 de marzo en Rey de Reyes, Sexy Star participó en una jaula de acero de doce personas de máscara contra cabellera, que finalmente llegó a ella y Pimpinela Escarlata. Al final, Sexy Star consiguió escapar de la jaula, forzando a Escarlata a que le afeitaran la cabeza. El 19 de mayo, en su primera defensa del título, Sexy Star derrotó a Cynthia Moreno, Faby Apache y Lolita en un Bull Terrier Match.  El 27 de noviembre, Sexy Star puso en juego su Campeonato Reina de Reinas en el torneo de Reina de Reinas 2012, que AAA llevó a cabo en colaboración con Pro Wrestling Wave en Tokio 's Pabellón Korakuen. Después de derrotar a Jennifer Blake en su partido de apertura, derrotó a Kaguya en la final para ganar el torneo y retener su título. Derrotó a Kaguya en la final para ganar el torneo y logró retener el Campeonato Reina de Reinas. Derrotó a Kaguya en la final para ganar el torneo y conservar el Campeonato Reina de Reinas.
El 19 de febrero de 2013, Sexy Star renunció el Campeonato Reina de Reinas y se quedó inactiva por una razón no revelada, que más tarde se reveló como su embarazo.
Star volvió a AAA el 8 de diciembre de 2013, en Guerra de Titanes, participando en una jaula de acero de ocho vías de pelo contra el partido de pelo. Se las arregló para escapar de la jaula, salvándole el pelo. El 19 de abril de 2014, ella y Pentagón Jr. derrotaron a Drago y Faby Apache, y Cuervo Oscuro y Mari Apache en un partido de tres vías para ganar el Campeonato Mundial en Parejas Mixto de AAA por primera vez.  El 5 de febrero de 2016, Sexy Star anunció que estaba renunciando al Campeonato Mundial en Parejas Mixto. A finales de ese mes, se informó que García había dejado de AAA. Al parecer, se había puesto en contacto con la oficina de la AAA, afirmando que se estaba retirando de la lucha libre profesional.
El 16 de julio de 2017, Sexy Star hizo su regreso a AAA, ganando el vacante Campeonato Reina de Reinas de AAA por tercera ocasión, ante Faby Apache, Goya Kong, La Hiedra, Lady Shani y Big Mami.
El 26 de agosto en Triplemanía XXV, Sexy Star defendió exitosamente su título femenino ante Lady Shani, Ayako Hamada y Rosemary, después de la lucha se empezaron a revelar rumores de que Star estaba teniendo riñas verdaderas con Shani y Rosemary durante todo el encuentro. Al final del encuentro, Sexy Star continuó atacando a Rosemary, lesionándola legítimamente
El 4 de septiembre, su campeonato quedó vacante luego de la controversia, así concluyendo su tercer reinado de 50 días.

### Lucha Underground (2014-2016)

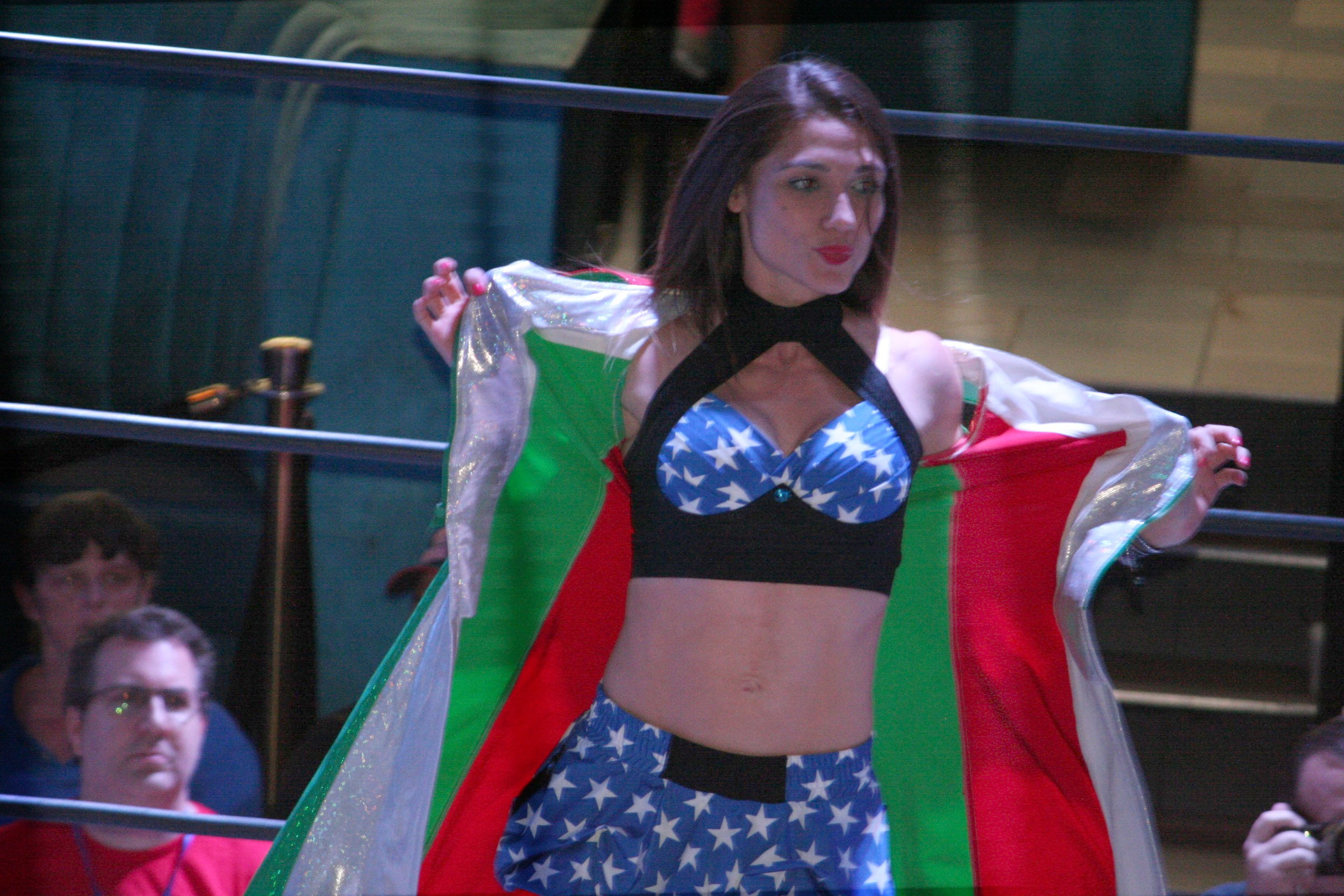
Sexy Star en 2017.

En agosto de 2014, Sexy Star fue anunciada como uno de los cinco luchadores de AAA para protagonizar Lucha Underground, una nueva serie de televisión estadounidense en El Rey Network. Durante su paso por dicha empresa desarrolló rivalidades contra Mariposa, Johnny Mundo y Taya. A la vez, logró ganar el Campeonato de Lucha Underground y Campeonato Regalo de los Dioses de Lucha Underground.

## Carrera como boxeadora
El 2 de julio de 2016, García se desenmascaró en un evento de boxeo en la Ciudad de México y anunció que cambiaría de profesión y se convertiría en boxeadora profesional. 
El 22 de abril de 2017, García obtuvo la victoria en su debut en el boxeo, derrotando a Yanely Ceja Hernández en el cuarto asalto por decisión unánime.

## Carrera como artista marcial mixta
En marzo de 2017, tras trayectorias en la lucha libre y en el boxeo, García mostró su interés en seguir una carrera en las artes marciales mixtas, siendo una de las pocas luchadoras en probar suerte en tres distintos deportes. Diez meses después, se informó que estaba en conversaciones con la promoción de MMA Combate Américas. 
El 19 de febrero de 2019, se anunció que García firmó con Combate Américas. El 12 de abril, debutó derrotando a Mariana Ruiz.
Su siguiente pelea fue ante Anali Lopez el 7 de diciembre de 2019 en Combate Américas: Tito vs. Alberto, donde ganó la pelea al primer asalto vía sumisión.
Para el 30 de abril de 2021, se enfrentó a Claudia Díaz en Combate Latina, perdiendo la pelea por nocaut técnico en el segundo asalto. Hasta entonces, sería su último combate de MMA, pues decidió enfocarse en su carrera como luchadora profesional.

## Vida personal
García dio a luz el 5 de agosto de 2013. Está casada con el boxeador Jhonny González en junio de 2015.
En el otoño de 2017, comenzó a realizar proyectos para Multimedios Televisión, entre ellos competir en el segundo ciclo del concurso de baile de celebridades de la cadena Bailadísimo de ese año, y copresentar el programa vespertino infantil Destardes.

## Controversia
El 26 de agosto en Triplemanía XXV, Sexy Star defendió exitosamente su título femenino ante Lady Shani, Ayako Hamada y Rosemary. Al final de la lucha, Star sometió a Rosemary del brazo y no la soltó hasta después de haber terminado el encuentro, inclusive la golpeaba en la cara con intención de lastimarla, resultando en una pequeña lesión. A razón de esto, hubo un conflicto interno entre AAA y GFW, particularmente entre Jeff Jarrett y Jhonny González, esposo de Star. Como consecuencia a este detalle, se le retiró el Campeonato Reina de Reinas de AAA a Star, cumpliendo con un reinado de 50 días.
Más tarde compañeros de lucha libre como Gail Kim, Mike Bennett, Allie, Sienna, Laurel Van Ness, Karen Jarrett, Ricardo Rodríguez, y Velvet Sky, entre otros, criticaron a Sexy Star por ser poco profesional. Por otro lado, Star afirmaba que empezó a ser agredida verbalmente por las otras luchadoras, además de ser golpeada con poco profesionalismo por las demás gladiadoras en varios medios. Después de unos meses alejada, regresó para participar en evento principalmente en el norte de la República Mexicana y en Nación Lucha Libre.

## Campeonatos y logros
- Kaoz Lucha Libre
  - Campeonato Femenino de Kaoz (1 vez, actual)

- Lucha Libre AAA Worldwide
  - Campeonato Reina de Reinas de AAA (3 veces)
  - Campeonato Mundial en Parejas Mixto de AAA (1 vez) – con Pentagón Jr.
- Lucha Underground
  - Lucha Underground Gift of the Gods Championship (1 vez)
  - Lucha Underground Championship (1 vez)
  - Aztec Warfare III
- Pro Wrestling Illustrated
  - Situada en el  #13 en los PWI Female 50 de 2015[23]
  - Situada en el  #9 en los PWI Female 50 de 2016[24]
- The Crash
  - Campeonato Femenino de The Crash (1 vez e inaugural)[25]

## Luchas de apuestas
| Apuesta               | Ganador   | Perdedor            | Evento            | Fecha                   | Notas                                                          |
| --------------------- | --------- | ------------------- | ----------------- | ----------------------- | -------------------------------------------------------------- |
| Máscara vs. Cabellera | Sexy Star | Faby Apache         | Guerra de Titanes | 11 de diciembre de 2009 | Star apostó su máscara en la lucha.                            |
| Máscara vs. Cabellera | Sexy Star | Pimpinela Escarlata | Rey de Reyes      | 18 de marzo de 2012     | Fue una Lucha de Leñadores en modalidad Máscara vs. Cabellera. |
| Máscara vs. Máscara   | Sexy Star | Super Fly           | Lucha Underground | 7 de febrero de 2015    | Star apostó su máscara en la lucha.                            |

## Récord profesional

### Boxeo
| 5 Ganadas, 0 Derrotas, 0 Empate |        |                       |      |             |                          |                                                              |                             |
| Res.                            | Record | Oponente              | Tipo | Rd., Tiempo | Fecha                    | Localidad                                                    | Notas                       |
| G                               | 5–0    | Karla Islas           | UD   | (6)         | 18 de agosto de 2018     | Bar La Wipa, Los Mochis, México                              |                             |
| G                               | 4–0    | Moni Trejo            | TKO  | (6)         | 9 de junio de 2018       | Gimnasio Nuevo León Unido, Monterrey, México                 |                             |
| G                               | 3–0    | Esperanza Resendiz    | MD   | (6)         | 24 de marzo de 2018      | Lienzo Charro, Saltillo, México                              |                             |
| G                               | 2–0    | Guadalupe Coral       | UD   | (4)         | 30 de septiembre de 2017 | Centro Regional de Deporte de Las Américas, Ecatepec, México |                             |
| G                               | 1–0    | Yanely Ceja Hernández | UD   | (4)         | 22 de abril de 2017      | Unidad Deportiva Martín Alarcón, Metepec, México             | Debut profesional de Dulce. |

### Artes marciales mixtas
| Resultado | Récord | Oponente     | Método                      | Evento                                | Fecha                  | Ronda | Tiempo | Localización   | Notas |
| --------- | ------ | ------------ | --------------------------- | ------------------------------------- | ---------------------- | ----- | ------ | -------------- | ----- |
| Derrota   | 2–1    | Claudia Díaz | TKO (parada en la esquina)  | Combate Latina                        | 30 de abril de 2021    | 2     | 3:26   | Miami, Florida |       |
| Victoria  | 2–0    | Anali Lopez  | Sumisión (guillotine choke) | Combate Américas 51: Tito vs. Alberto | 7 de diciembre de 2019 | 1     | 2:47   | McAllen, Texas |       |
| Victoria  | 1–0    | Mariana Ruíz | Decisión (unánime)          | Combate Estrellas                     | 12 de abril de 2019    | 3     | 5:00   | Monterrey      |       |